# Bizarre (série télévisée)
Pour les articles homonymes, voir Bizarre.
Bizarre est une série télévisée canadienne de fin de soirée en 141 épisodes de 25 minutes, créée par John Byner et diffusée entre le 16 octobre 1980 et le 31 décembre 1985 sur le réseau CTV.
En France, la série a été diffusée à partir du 27 août 1988 sur M6. Elle reste inédite dans les autres pays francophones.

## Synopsis
Cette série, présentée par John Byner, est une succession de sketches humoristiques et de parodies.

## Distribution
- John Byner
- Philip Akin
- Billy Barty
- Tom Harvey
- Bob Einstein

## Commentaires
La série était produite à Toronto pour la chaîne américaine Showtime, et contenait des scènes de nudité et un langage grossier. La version canadienne et syndiquée utilisait des angles alternatifs pour les scènes de nudité alors que le langage grossier était censuré.
Un sketch récurrent était celui de Super Dave Osborne (en), un cascadeur parodié de Evel Knievel qui échoue ses cascades de façon spectaculaire. Après l'arrêt de Bizarre,  la série Super Dave (en) a été créée dans un style plus familial, et diffusée dès 1987 sur Showtime et le réseau Global.